# Bernard Wilhelm (Cerdanya)
Bernard Wilhelm (katalanisch Bernat Guillem; † 1117) war ein Graf von Cerdanya, Conflent und Berga aus dem Haus Barcelona.
Er war der zweite Sohn von Graf Wilhelm Raimund und der Sancha von Barcelona. 1109 folgte er seinem im Heiligen Land gestorbenen Bruder Wilhelm Jordan als Graf nach. 1117 starb er kinderlos. Cerdanya und die damit assoziierten Gebiete wurden von seinem Cousin, Graf Raimund Berengar III. von Barcelona, übernommen, ohne dass dazu eine etwaige testamentarische Verfügung Bernard Wilhelms bekannt ist.

## Quelle
- Ex Gestis Comitum Barcinonensium, §14, in: Recueil des Historiens des Gaules et de la France, Vol. 12 (1877), S. 375.

## Weblink
- COMTES de CERDANYA 897-1118 bei Foundation for Medieval Genealogy.ac

| Vorgänger      | Amt                                                          | Nachfolger           |
| -------------- | ------------------------------------------------------------ | -------------------- |
| Wilhelm Jordan | Graf von Cerdanya Graf von Conflent Graf von Berga 1109–1117 | Grafschaft Barcelona |

| Personendaten    | Personendaten                         |
| ---------------- | ------------------------------------- |
| NAME             | Bernard Wilhelm                       |
| ALTERNATIVNAMEN  | Bernat Guillem                        |
| KURZBESCHREIBUNG | Graf von Cerdanya, Conflent und Berga |
| GEBURTSDATUM     | 11. Jahrhundert                       |
| STERBEDATUM      | 1117                                  |